# Queerty
Queerty est un webzine américain d'informations pour les lesbiennes, gays, bisexuels et transgenres.
Fin 2016, le site SimilarWeb le classe comme quatrième site LGBT le plus visité du monde, après le site de The Advocate et avant Out.com.

## Historique
Le site Queerty a été fondé par David Hauslaib en 2005 avec Bradford Shellhammer comme éditeur fondateur. Le site a brièvement cessé ses activités en 2011 avant d'être vendu à Q.Digital, Inc. (GayCities), qui le possède et l'exploite actuellement,.
Newsweek a appelé Queerty "un site leader sur les questions homosexuelles" en 2010.
Il fait partie des sites d'informations LGBT les plus cités. 

« Sur des sites tels que http://www.queerty.com, l'information peut être disséminée, des problèmes discutés et une action politique peut se prendre d'une manière qui n'est pas possible dans les organes de presse généralistes. »

Le site décerne les Queerty Awards ou "Queerties", dans lesquels leurs lecteurs votent pour le "meilleur des médias et de la culture LGBTQ" chaque mois de mars.

## Queerty AwardsouQueerties

### Catégories de récompense
- Prix Queerty (Queerty Awards)
- Meilleur film en studio (Studio Movie)
- Prochaine grande chose (Next Big Thing)
- Film de pop-corn (Popcorn Flick)

### Palmarès 2019

#### Prochaine grande chose
- Downton Abbey

### Palmarès 2020

#### Prochaine grande chose
- Les Éternels (Eternals)

#### Film de pop-corn
- Downton Abbey

### Palmarès 2021

#### Prochaine grande chose
- Les Éternels (Eternals)

### Palmarès 2022

#### Meilleur film en studio
- Les Éternels (Eternals)